# Piri reisz

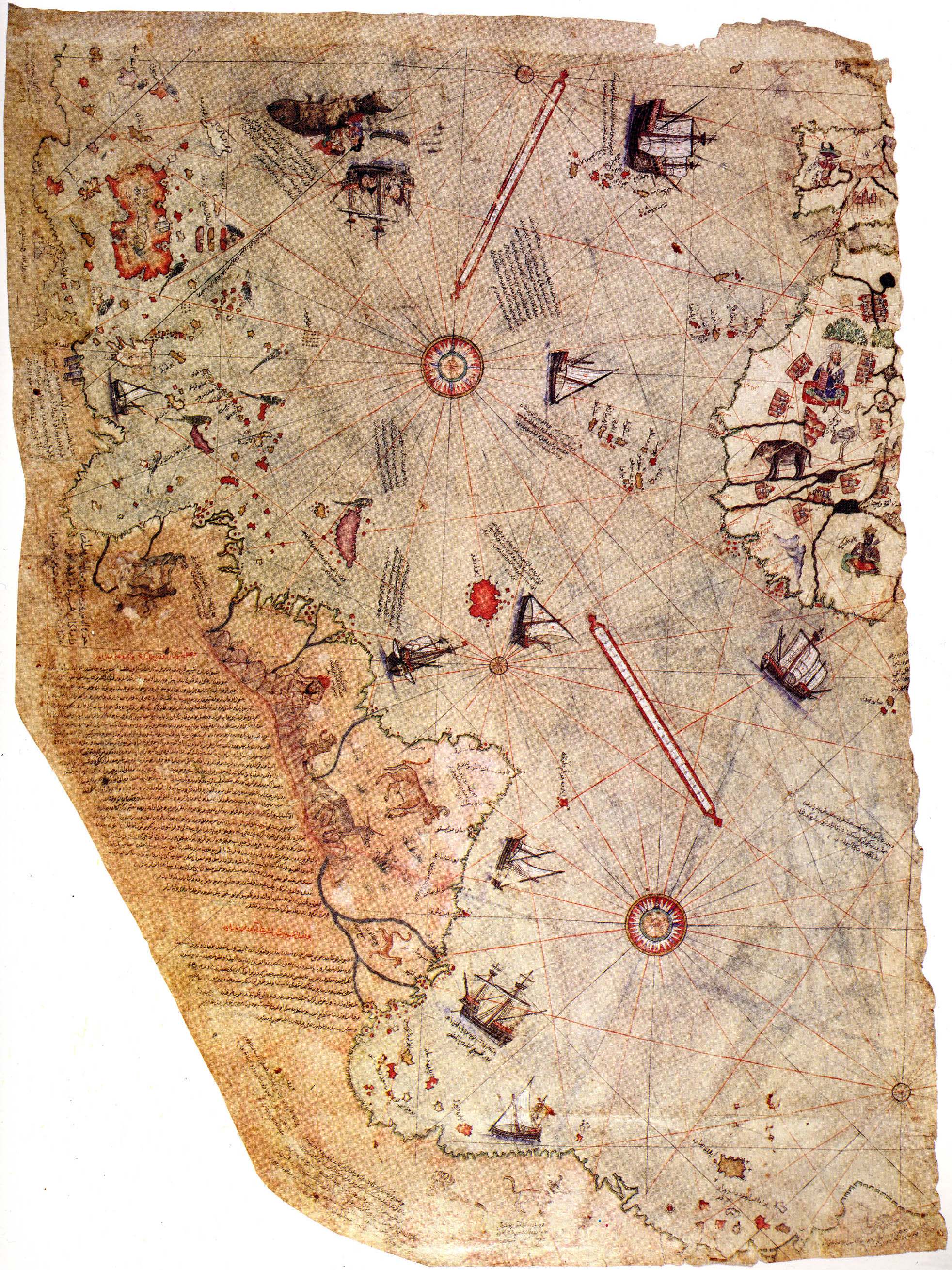
Piri reisz első világtérképének fennmaradt része (1513)
(jobbra fent Afrika, bal oldalon Dél-Amerika partvonala látható)

Piri reisz (teljes nevén Hadzsi Muhiddin Piri Ibn Hadzsi Mehmed) (Gallipoli, 1465–70 – 1554 vagy 1555) oszmán török tengernagy (= reisz) és térképész.
Az Újvilágot is ábrázoló világtérképet szerkesztett, amelyről csak az Atlanti-óceánt ábrázoló rész maradt fenn. Piri reisz térképe csak 1929-ben, a szultáni palota, a Topkapi Szeráj restaurálása közben került elő.

## Élete
Piri reisz nagybátyja, Kemál reisz szolgálatába állt, aki 1481-ben kegyvesztetté vált, ezt követően corsaróként (kalózként) kereste kenyerét. Nagybátyjával bejárta a Földközi-medencét, közben megtanult görögül, olaszul, spanyolul és portugálul.
1499–1502 között az oszmán szultán hadseregébe állt és harcolt Velence ellen, de részt vett az első és a második lepantói csatában is (1499-ben és 1500-ban). 1511-ben, nagybátyja halála után visszatért Gallipoliba. A hajókon gyakran készített jegyzeteket, amelyeket később könyvben összegezett. 1516–17-ben részt vett az Egyiptom elleni hadjáratban. 1522-ben jelen volt Rodosz ostrománál.
1526-ban készült el a Tengerek könyve című műve, amelyet Szulejmán szultánnak ajánlott. Az elkövetkező években elérte a Déli-tengerek beglerbégje (kapudánpasája) rangot. Ezt követően a Vörös-tengeren és az Arab-tengeren, illetve az Indiai-óceánon teljesített szolgálatot. 1548-ban visszafoglalta Ádent, majd 1552-ben Hormuz ellen indult, de csupán Maszkat erősséget sikerült bevennie, és Baszrába vonult az ottani oszmán pasa segítségéért. 1553-ban tért vissza Szuezbe két hajójával, de mivel nem járt sikerrel a túlerőben levő portugálokkal szemben, és Kubat bászrai pasa intrikája is célt ért Isztambulban, halálra ítélték és kivégezték. Halálakor már 80 éves is jóval elmúlt.

## Térképe
Piri reisz legismertebb térképe 1513-ban készült. A 65×90 cm nagyságú, őz- vagy gazellabőrre festett térkép Közép- és Dél-Amerikát, az Ibériai-félszigetet és Afrika nyugati részét ábrázolja, s egyes elméletek szerint az Antarktisz partvonala is megjelenik rajta.  
A térképpel foglalkozókat leginkább Amerika és a jeges kontinens ábrázolása foglalkoztatja mind a mai napig, bár a térkép más aspektusai is érdekesek.

## Hajózási könyve

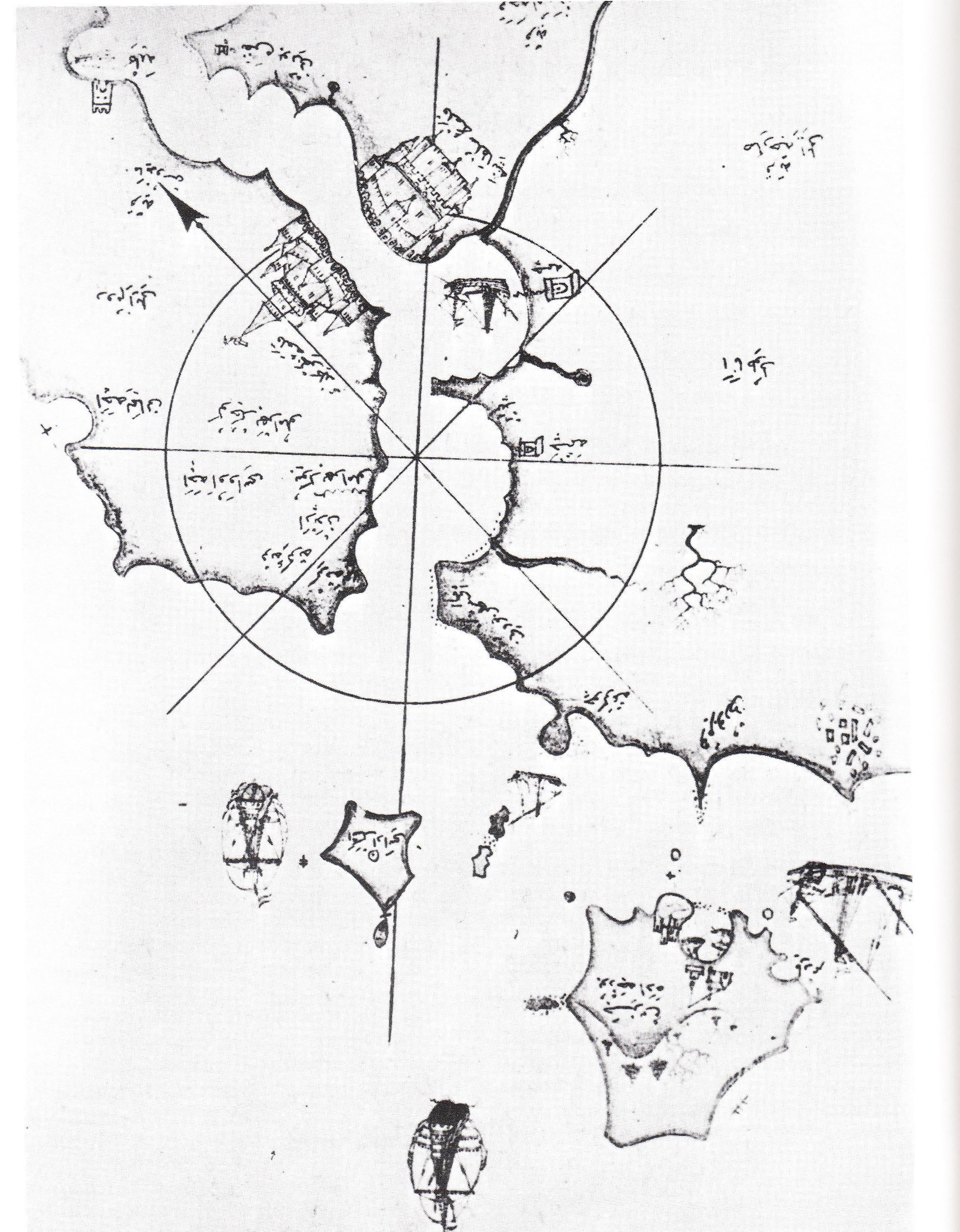
Dardanellák

Piri reisz a Tengerek könyve (Kitab-ı Bahriye) címet viselő munkája 215 kikötő-, sziget-, és szorostérképet tartalmaz. A mű két nagyobb részre bontható. Az első lényegében egy elméleti bevezető, amely foglalkozik a navigáció, a térképészet, a széljárások és a tengeráramlások kérdésével, de ír az iránytű használatáról, az Egyenlítőről és a térítőkről is. Ezen felül sorra veszi a korban ismert tengereket, valamint a térképészet történetét is; leírja a nyugati felfedezések eredményeit, Afrika megkerülését, a portugálok Dzsidda elleni ostromát, de visszaköszön Kolumbusz neve is: „Volt egy Kolumbusz nevű okos ember Genovában”. A második, jóval hosszabb egység a Mediterráneum részletes, láthatóan gyakorlati használatra írt leírása, amelyben sorra veszi a partokat, sekélyeseket, kikötőket és vízlelő helyeket, de megmutatkozik Piri reisz műveltsége is, rengeteg anekdota, legenda és kulturális érdekesség is színesíti a Tengerek könyvét.
A könyv első verziója 1521-ben készült el, majd 1525-ben átdolgozta, s elküldte I. Szulejmán szultánnak is. A Kitab-ı Bahriye-t, akárcsak az 1513-as térképet, a 20. század elején fedezték fel újra, s azóta többször újra kiadták.